# Iruelos
Iruelos es un municipio y localidad española de la provincia de Salamanca, en la comunidad autónoma de Castilla y León. Se integra dentro de la comarca de Vitigudino y la subcomarca de La Ramajería. Pertenece al partido judicial de Vitigudino.
Su término municipal está formado por un solo núcleo de población, ocupa una superficie total de 12,93 km² y según los datos demográficos recogidos en el padrón municipal elaborado por el INE en el año 2017, cuenta con una población de 34 habitantes.

## Geografía

### Clima
| Parámetros climáticos promedio de pluviometría media mensual (mm) en Iruelos | Parámetros climáticos promedio de pluviometría media mensual (mm) en Iruelos | Parámetros climáticos promedio de pluviometría media mensual (mm) en Iruelos | Parámetros climáticos promedio de pluviometría media mensual (mm) en Iruelos | Parámetros climáticos promedio de pluviometría media mensual (mm) en Iruelos | Parámetros climáticos promedio de pluviometría media mensual (mm) en Iruelos | Parámetros climáticos promedio de pluviometría media mensual (mm) en Iruelos | Parámetros climáticos promedio de pluviometría media mensual (mm) en Iruelos | Parámetros climáticos promedio de pluviometría media mensual (mm) en Iruelos | Parámetros climáticos promedio de pluviometría media mensual (mm) en Iruelos | Parámetros climáticos promedio de pluviometría media mensual (mm) en Iruelos | Parámetros climáticos promedio de pluviometría media mensual (mm) en Iruelos | Parámetros climáticos promedio de pluviometría media mensual (mm) en Iruelos | Parámetros climáticos promedio de pluviometría media mensual (mm) en Iruelos |
| Mes                                                                          | Ene.                                                                         | Feb.                                                                         | Mar.                                                                         | Abr.                                                                         | May.                                                                         | Jun.                                                                         | Jul.                                                                         | Ago.                                                                         | Sep.                                                                         | Oct.                                                                         | Nov.                                                                         | Dic.                                                                         | Anual                                                                        |
| ---------------------------------------------------------------------------- | ---------------------------------------------------------------------------- | ---------------------------------------------------------------------------- | ---------------------------------------------------------------------------- | ---------------------------------------------------------------------------- | ---------------------------------------------------------------------------- | ---------------------------------------------------------------------------- | ---------------------------------------------------------------------------- | ---------------------------------------------------------------------------- | ---------------------------------------------------------------------------- | ---------------------------------------------------------------------------- | ---------------------------------------------------------------------------- | ---------------------------------------------------------------------------- | ---------------------------------------------------------------------------- |
| Precipitación total (mm)                                                     | 84.00                                                                        | 69.20                                                                        | 47.90                                                                        | 63.00                                                                        | 64.50                                                                        | 35.80                                                                        | 16.20                                                                        | 15.40                                                                        | 37.50                                                                        | 74.70                                                                        | 83.90                                                                        | 79.70                                                                        | 671.80                                                                       |
| Fuente: Ministerio de Agricultura, Alimentación y Medio Ambiente.            |                                                                              |                                                                              |                                                                              |                                                                              |                                                                              |                                                                              |                                                                              |                                                                              |                                                                              |                                                                              |                                                                              |                                                                              |                                                                              |

## Historia
La fundación de Iruelos se remonta a la Edad Media, obedeciendo a la repoblación efectuada por el rey de León Fernando II en el siglo XII, cuando quedó encuadrada dentro del Alfoz de Ledesma, denominándose entonces Oriolos. Con la creación de las actuales provincias en 1833, Iruelos quedó integrado en la provincia de Salamanca, dentro de la Región Leonesa.

## Demografía
Iruelos cuenta con una población de 31 habitantes (INE 2024).
| Gráfica de evolución demográfica de Iruelos entre 1842 y 2021                                                       |
| |
| Población de derecho según los censos de población del INE Población de hecho según los censos de población del INE |

Según el Instituto Nacional de Estadística, Iruelos tenía, a 1 de enero de 2021, una población total de 31 habitantes, de los cuales 13 eran hombres y 18 mujeres. Respecto al año 2000, el censo reflejaba 65 habitantes, de los cuales 27 eran hombres y 38 mujeres. Por lo tanto, la pérdida de población en el municipio para el periodo 2000-2021 ha sido de 34 habitantes, un 52% de descenso.

## Monumentos y lugares de interés
- Iglesia parroquial de Nuestra Señora del Rosario
- Ermita de la Santísima Trinidad

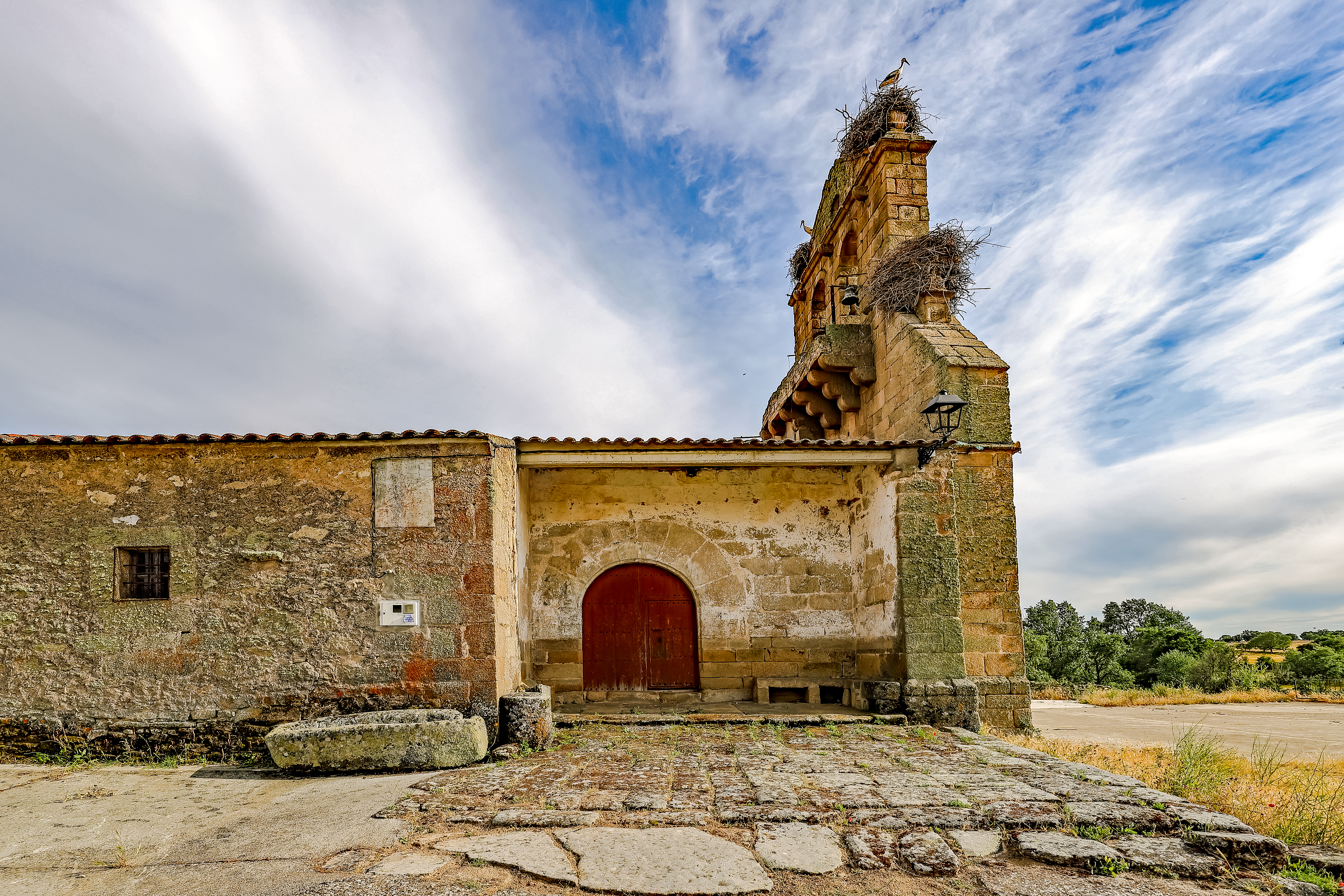
Iglesia
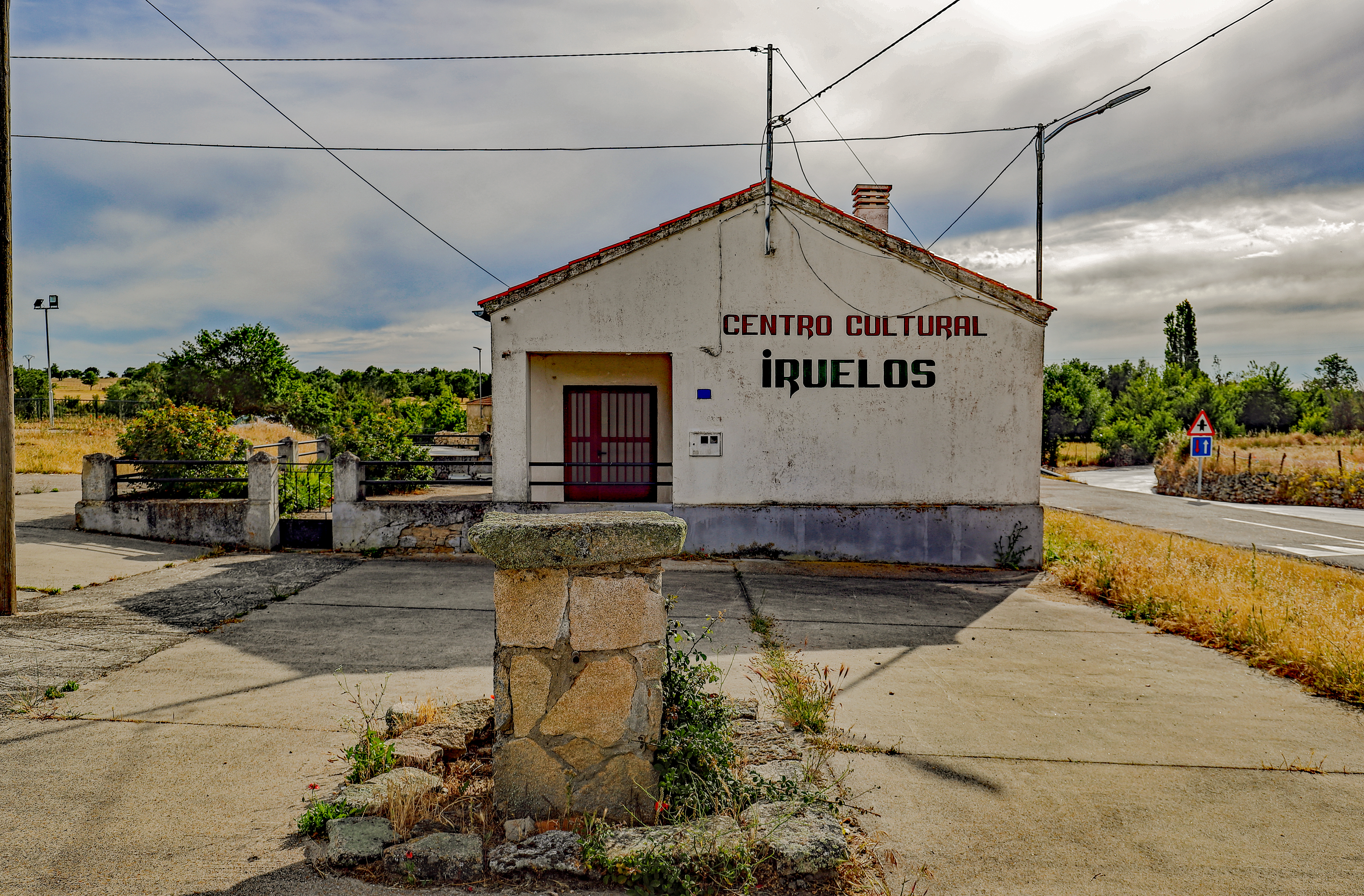
Ayuntamiento
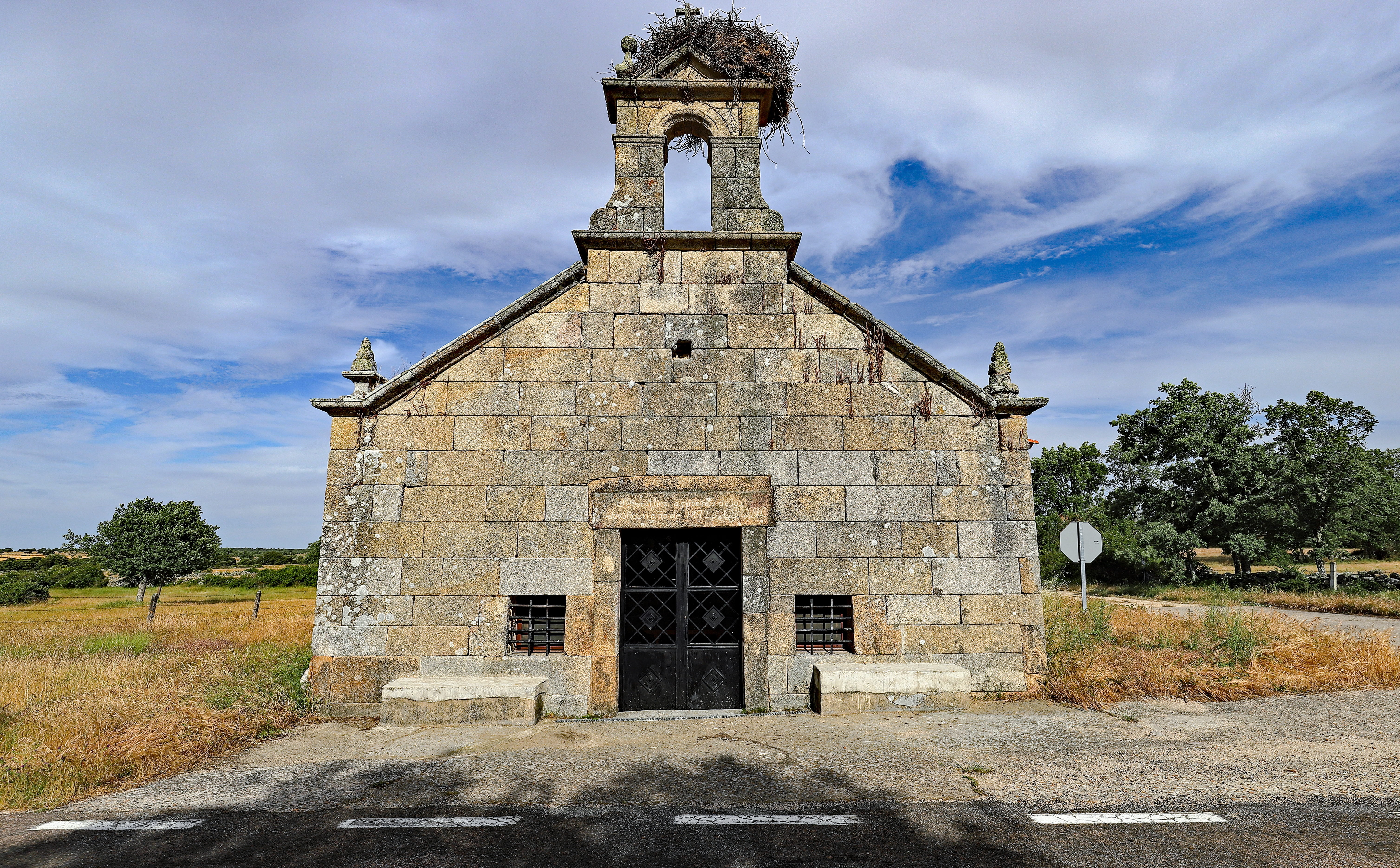
Ermita
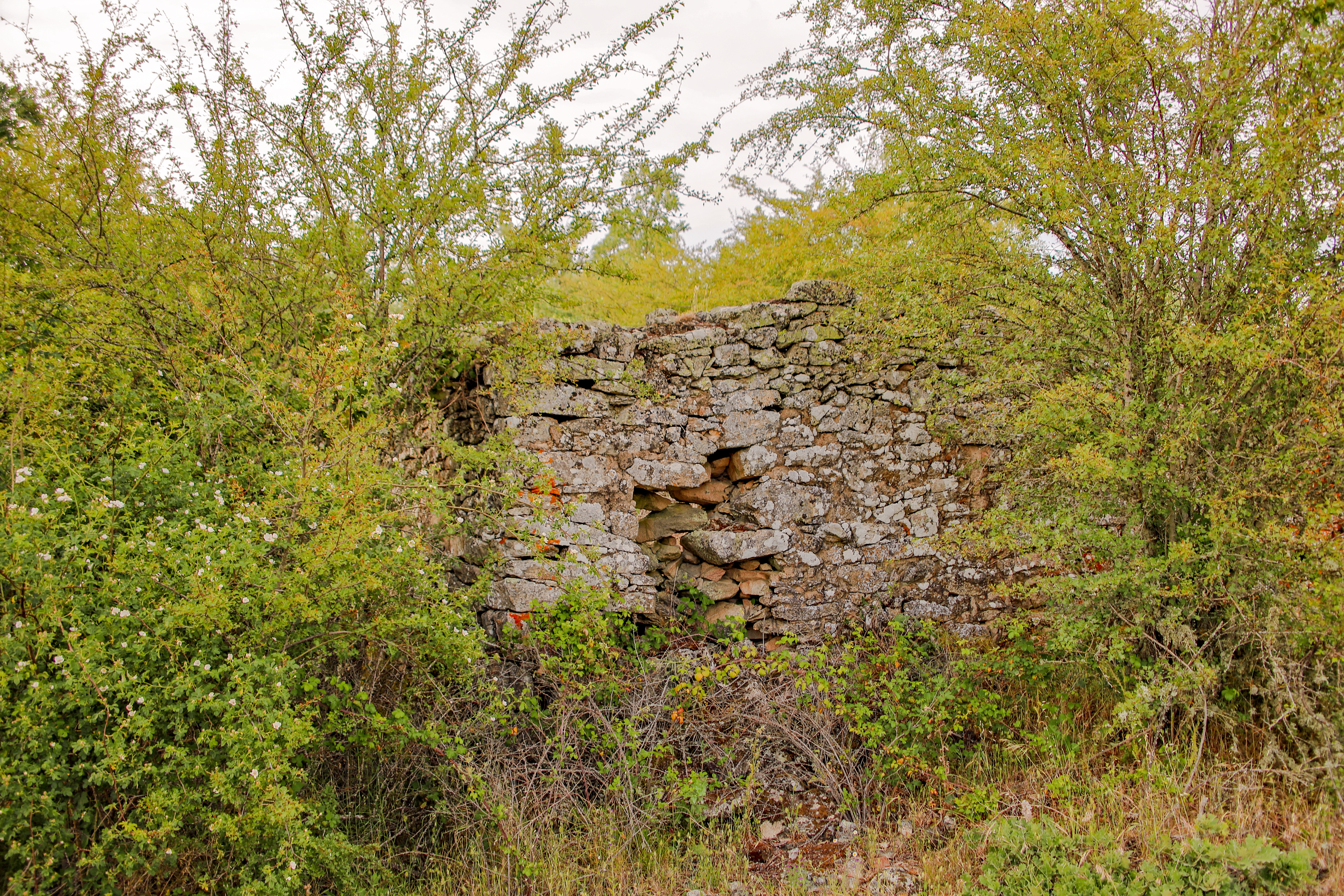
Molino
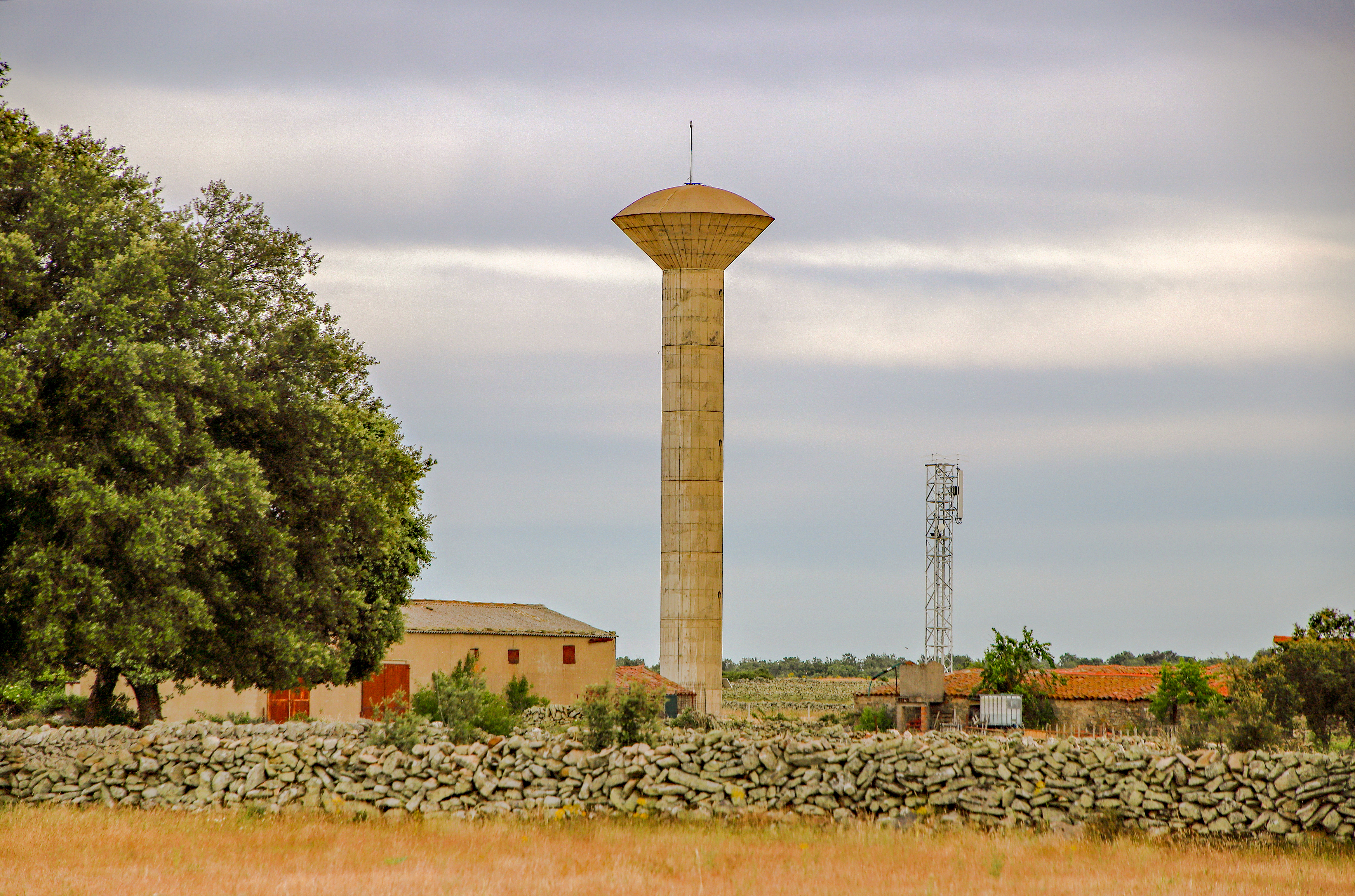
Depósito

## Administración y política
| Partido político                         | 2019  | 2019  | 2019       | 2015  | 2015  | 2015       | 2011  | 2011  | 2011       | 2007  | 2007  | 2007       | 2003  | 2003  | 2003       |
| Partido político                         | %     | Votos | Concejales | %     | Votos | Concejales | %     | Votos | Concejales | %     | Votos | Concejales | %     | Votos | Concejales |
| Partido Popular (PP)                     | 81,82 | 18    | 3          | 68,18 | 15    | 3          | 72,73 | 16    | 3          | 70,97 | 22    | 1          | 64,29 | 18    | 1          |
| Partido Socialista Obrero Español (PSOE) | 9,09  | 2     | 0          | 9,09  | 2     | 0          | 13,64 | 3     | 0          | 3,23  | 1     | 0          | 28,57 | 8     | 0          |
| Unión del Pueblo Salmantino (UPSa)       | —     | —     | —          | —     | —     | —          | —     | —     | —          | 25,81 | 8     | 0          | —     | —     | —          |

El alcalde de Iruelos no recibe ningún tipo de prestación económica por su trabajo al frente del ayuntamiento (2017).